# Pedro Faife
Pedro Adriani Faife Fernández (ur. 14 stycznia 1984 w Zuluecie) – kubański piłkarz występujący na pozycji pomocnika.

## Kariera klubowa
Faife karierę rozpoczynał w 2004 roku w zespole FC Villa Clara. Jego barwy reprezentował przez 4 lata. W 2008 roku uciekł do Stanów Zjednoczonych. Tam kontynuował karierę w zespole Miami FC z ligi USL First Division, stanowiącej drugi poziom rozgrywek. Spędził tam sezon 2009, a potem odszedł z klubu.

## Kariera reprezentacyjna
W reprezentacji Kuby Faife zadebiutował w 2003 roku. W tym samym roku znalazł się w drużynie na Złoty Puchar CONCACAF. Rozegrał na nim 3 spotkania: z Kanadą (2:0), Kostaryką (0:3) i Stanami Zjednoczonymi (0:5), a Kuba odpadła z rozgrywek w ćwierćfinale.
W 2005 roku ponownie wziął udział w Złoty Pucharze CONCACAF. Na tamtym turnieju, który Kuba zakończyła na fazie grupowej, wystąpił w pojedynkach ze Kostaryką (1:3) i Kanadą (1:2).
W 2007 roku Faife po raz trzeci został powołany do kadry na Złoty Puchar CONCACAF. Zagrał na nim w meczach z Meksykiem (1:2), Panamą (2:2) i Hondurasem (0:5), a Kuba odpadła z turnieju po fazie grupowej.
W latach 2003–2008 w drużynie narodowej Faife rozegrał łącznie 39 spotkań i zdobył 2 bramki.